# Clathria nigra
Clathria nigra är en svampdjursart som först beskrevs av Boury-Esnault 1973.  Clathria nigra ingår i släktet Clathria och familjen Microcionidae. Inga underarter finns listade i Catalogue of Life.